# Thia scutellata
Cua móng tay (danh pháp khoa học: Thia scutellata) là một loài cua với mai cua trông giống như móng tay người. Nó được tìm thấy ở Biển Bắc, đông bắc Đại Tây Dương và Địa Trung Hải. Nó là loài duy nhất còn sinh tồn của chi Thia, mặc dù 2 loài hóa thạch đã được biết đến.

## Phân loại
Họ Thiidae trước đây xếp trong liên họ Cancroidea, như trong Martin & Davis (2001). Ng et al. (2008) xếp nó trong liên họ Thioidea, nhưng Schubart & Reuschel (2009) chuyển nó sang liên họ Portunoidea và cho rằng nó có quan hệ họ hàng gần với các họ Carcinidae và Polybiidae. Spiridonov et al. (2014) duy trì họ này cũng như sự phân chia thành 2 phân họ là Thiinae (chỉ chứa chi Thia) và Nautilocorystinae (chỉ chứa chi Nautilocorystes) của Ng et al. (2008) và Grave et al. (2009), nhưng Evans (2018) giáng cấp nó thành phân họ Thiinae (nghĩa rộng, gộp cả phân họ Nautilocorystinae) trong họ Carcinidae.